# Üschtöbe
Üschtöbe (kasachisch Үштөбе – „drei Hügel“; russisch Уштобе Uschtobe) ist eine Stadt im Südosten Kasachstans. Üschtöbe ist Verwaltungssitz des Bezirks Qaratal.

## Geografie

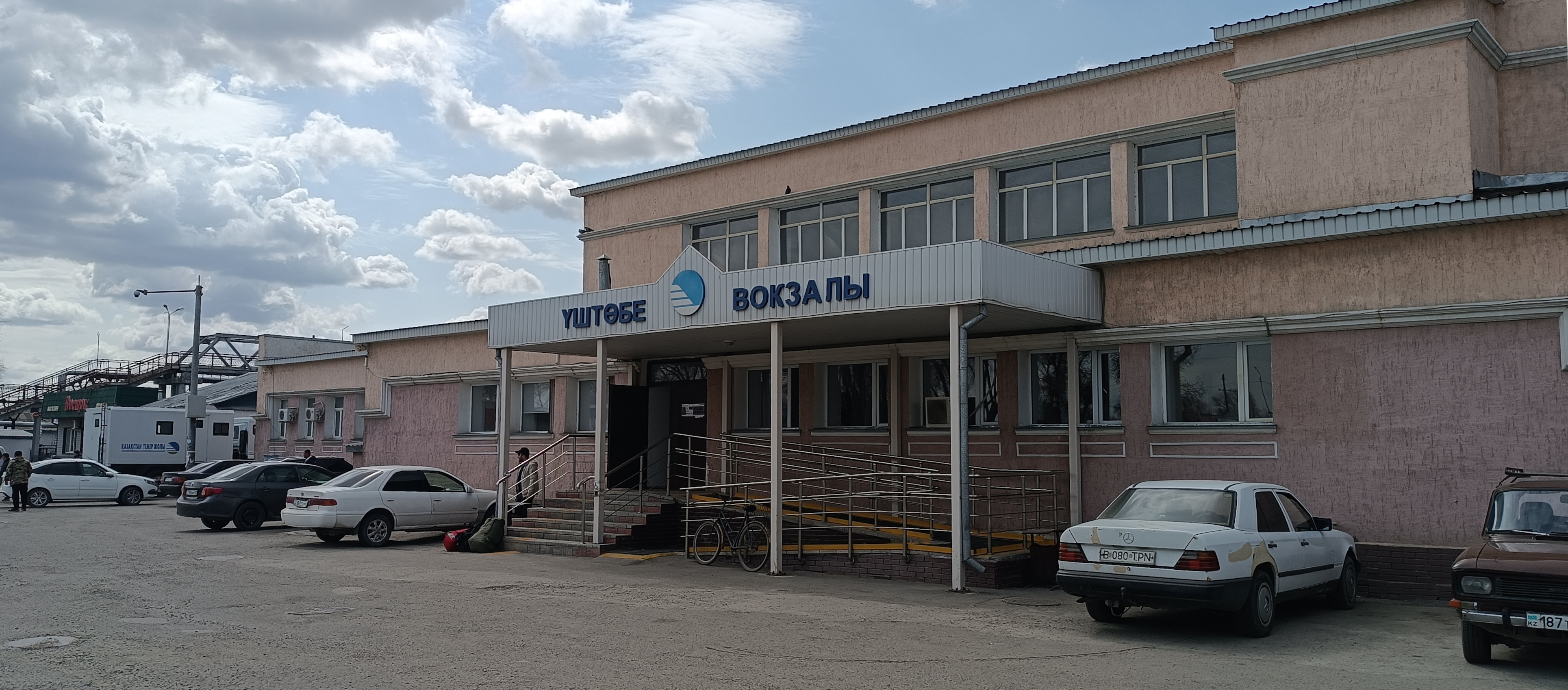
Bahnhof Üschtöbe.

Die Stadt liegt an der Turksib 49 km nordwestlich der Gebietshauptstadt Taldyqorghan im Gebiet Schetissu.

## Geschichte
Üschtöbe wurde 1928 im Zusammenhang mit dem Bau der Turkestan-Sibirischen Eisenbahn gegründet. Der Ort war zunächst nur eine kleine Siedlung am Bahnhof der Strecke. Bereits 1929 suchte eine sowjetische Sonderkommission nach geeignetem Land für den Anbau von Reis im Qarataltal. Nach erfolgreichen Versuchen wurden anschließend stattliche Landwirtschaftsbetriebe hier angesiedelt. Am 29. Dezember 1937 wurde die Siedlung zu einer Arbeitersiedlung. Am 9. März 1942 wurde am Bahnhof ein Waisenhaus für Kinder von Eisenbahnarbeitern, deren Eltern während des Zweiten Weltkrieges starben, eröffnet. Während des Krieges wurden tausende Koreaner aus der gesamten Sowjetunion nach Üschtöbe und die umliegenden Gegenden zwangsdeportiert.
In den 1960er Jahren wurde in Üschtöbe eine Jurtenfabrik gegründet; die einzige in der gesamten Sowjetunion. Am 20. Juni 1961 wurde der damaligen Arbeitersiedlung vom Obersten Sowjet der Kasachischen SSR der Status einer Stadt verliehen.

## Bevölkerung
Bei der Volkszählung 1999 hatte Üschtöbe 22.472 Einwohner. Die Volkszählung 2009 ergab für den Ort eine Einwohnerzahl von 24.895. Bei der letzten Volkszählung 2021 lebten 19.744 Menschen in Üschtöbe. Die Fortschreibung der Bevölkerungszahl ergab zum 1. Januar 2025 eine Einwohnerzahl von 18.762.
| Einwohnerentwicklung               | Einwohnerentwicklung | Einwohnerentwicklung | Einwohnerentwicklung | Einwohnerentwicklung | Einwohnerentwicklung | Einwohnerentwicklung | Einwohnerentwicklung |
| 1939                               | 1959                 | 1970                 | 1979                 | 1989                 | 1999                 | 2009                 | 2021                 |
| ---------------------------------- | -------------------- | -------------------- | -------------------- | -------------------- | -------------------- | -------------------- | -------------------- |
| 14.303                             | 21.029               | 24.484               | 24.546               | 26.028               | 22.472               | 24.895               | 19.744               |
| Anmerkung: Volkszählungsergebnisse |                      |                      |                      |                      |                      |                      |                      |

## Söhne und Töchter der Stadt
- Bolat Ysqaqow (* 1947), Politiker
- Sergei Filimonow (* 1975), Gewichtheber
- Arslan Satubaldin (* 1984), turkmenischer Fußballtorwart
- Wladimir Sedow (1988–2023), Gewichtheber
- Oleg Tschen (* 1988), russischer Gewichtheber
- Iwan Iwanow (* 1992), Kugelstoßer und Diskuswerfer